# Oiba
Oiba ist eine Gemeinde (municipio) im Departamento Santander in Kolumbien.

## Geographie
Die Gemeinde Oiba liegt in der Provinz Comunera im südöstlichen Santander in den kolumbianischen Anden 158 km von Bucaramanga entfernt auf einer Höhe von 1420 Metern und hat eine Jahresdurchschnittstemperatur von etwa 19 °C. An die Gemeinde grenzen im Norden Guapotá und Confines, im Osten Charalá, im Süden Suaita und im Westen Guadalupe und Guapotá.

## Bevölkerung
Die Gemeinde Oiba hat 12.063 Einwohner, von denen 5879 im städtischen Teil (cabecera municipal) der Gemeinde leben (Stand: 2019).

## Geschichte
Vor der Ankunft der Spanier lebte auf dem Gebiet des heutigen Oiba das indigene Volk der Guanes. Das moderne Oiba wurde 1540 von Martín Galeano gegründet. Der Name Oiba war der Name eines indigenen Caciques. 1887 erlangte Oiba den Status einer Gemeinde im heutigen Sinn.

## Wirtschaft
Der wichtigste Wirtschaftszweig in Oiba ist die Landwirtschaft. Neben der Rinderproduktion ist insbesondere der Anbau von Zuckerrohr, Kaffee und Zitruspflanzen wichtig. Außerdem gibt es noch Teichwirtschaft und Bienenzucht.